# Carburo de tántalo
El carburo de tántalo es una familia de compuestos intersticial de carbono y tantalo que tiene la fórmula química genérica TaCx , donde x esta generalmente comprendida entre 1 y 0,4, x = 0,5 corresponde a carburo de tántalo (II), Ta2C, también llamada ditantalo monocarburo, mientras que x = 1 corresponde a carburo de tántalo (IV).

## Utilidad
Son cerámicas refractarias extremadamente duras y quebradizas con un conductividad similar al metal. Se presenta como polvos de color marrón gris oscuros generalmente procesados por sinterización. Estos son componentes importantes de los materiales cermet que se utilizan comercialmente en diversas herramientas usadas en el corte y metales a veces se añaden a las aleaciones de carburo de wolframio.

## Preparación
Los polvos TaCx de composición deseada se preparan calentando una mezcla de polvos de tántalo y grafito en polvo en vacío o en una atmósfera inerte (argón) a 2000 °C usando un horno industrial o de arco eléctrico·. Otro método es reducir el óxido de tántalo (V), Ta2O5 con el carbono al vacío o en una atmósfera de hidrógeno a una temperatura de entre 1500 a  1700 °C. Este proceso se utilizó para producir en 1.876 carburo de tántalo, pero no se controla la estequiometría del producto.

## Estructura cristalina
TaC x compuestos tienen una cúbica (sal gema) estructura cristalina para x = 0.7-1.0;  el parámetro de red aumenta con x  TaC 0.5 tiene dos formas cristalinas principales simetría. El uno más estable tiene un anti- yoduro de cadmio estructura trigonal-tipo que transforma después del calentamiento a aproximadamente 2.000 °C en una red hexagonal con ninguna orden de largo alcance de los átomos de carbono.
| Fórmula | Simetría  | Tipo      | Símbolo de Pearson | Grupo espacial | No  | Z  | ρ (g/cm³) | a (nm) | c (nm) |
| ------- | --------- | --------- | ------------------ | -------------- | --- | -- | --------- | ------ | ------ |
| TaC     | Cúbica    | NaCl      | cF8                | Fm3m           | 225 | 4  | 14.6      | 0.4427 |        |
| TaC0.75 | Trigonal  |           | hR24               | R3m            | 166 | 12 | 15.01     | 0.3116 | 3      |
| TaC0.5  | Trigonal  | anti-CdI2 | hP3                | P3m1           | 164 | 1  | 15.08     | 0.3103 | 0.4938 |
| TaC0.5  | Hexagonal |           | hP4                | P63/mmc        | 194 | 2  | 15.03     | 0.3105 | 0.4935 |

Aquí Z es el número de unidades de fórmula por celda unidad, ρ es la densidad calculada a partir de parámetros de red.

## Propiedades físicas
Los enlaces entre los átomos de carbono y tántalo en carburos de tantalio son de enlaces iónicos .La gran contribución de estos últimos da a estos materiales de muy duro y frágil en la naturaleza. TaC y tiene una microdureza de 1600 a 2000 kg·mm-2 (sobre 9 en la escala de Mohs) y un módulo de elasticidad de 285 MPa, mientras que los valores correspondientes para el tantalio puro son 110 kg·mm-2 y 186 MPa.
La dureza, la resistencia a la fluencia y al cizallamiento, son sensibles a la temperatura y aumentan de la tasa de carbono. 
El punto de fusión de los carburos de tantalio alcanza un máximo alrededor de 3880 °C dependiendo de las condiciones de medición y la pureza de la muestra. Este valor se encuentra entre los más altos conocidas para compuestos binarios.Sólo el compuesto terciario carburo de tántalo-hafnio tiene una temperatura de fusión sustancialmente más alta, del orden de 4215 °C , mientras que la temperatura de fusión del carburo de hafnio es comparable a la de carburo de tántalo. El carburo de tántalo es un superconductor con una temperatura crítica es 10,35 K.
Las propiedades magnéticas de TaCx depende de la cantidad de carbono, para x ≤ 0,9 es diamagnético y se vuelven paramagnético para x > 0,9. El carburo de hafnio tiene el comportamiento opuesto aunque comparte la misma estructura cristalina que el carburo de tántalo.

## Propiedades químicas
El carburo de tántalo es un compuesto químicamente estable a temperatura ambiente con respecto a la mayoría de las mezclas reactivas. Es insoluble en una solución al 20% de hidróxido de sodio. Disolución del compuesto tiene lugar principalmente en ebullición de ácido sulfúrico, ácido fosfórico y mezclas de hidróxido de sodio y agua de bromo, hidróxido de sodio y peróxido de hidrógeno , ácido sulfúrico y ácido fosfórico a una temperatura de 105 °C para formar un precipitado de sales.
EL carburo de tántalo se disuelve completamente en la mezcla de fluoruro de hidrógeno y ácido nítrico.
A partir de 600 °C, reacciona con el oxígeno para formar un Ta2O5.